# نظریه مجموعه امنیتی منطقه‌ای
نظریه مجموعه امنیتی منطقه‌ای (به انگلیسی: Regional Security Complex Theory (RSCT)) نظریه مربوط به امنیت منطقه‌ای می‌باشد که توسط بری بوزان و اوله ویور در کتاب «مناطق و قدرت‌ها: ساختار امنیت بین‌المللی» ارائه شده است.

## پی‌نوشت‌ها
1. ↑  Gupta, M. (2010) Indian Ocean Region: Maritime Regimes for Regional Cooperation, London: Springer p 52